# Ron Randell
Ron Randell est un acteur australien, né Ronald Egan Randell le 8 octobre 1918 à Sydney (Nouvelle-Galles du Sud), mort le 11 juin 2005 à Los Angeles — Quartier de Woodland Hills (Californie).

## Biographie
Vers la fin des années 1930, Ron Randell entame sa carrière d'acteur dans son pays natal, au théâtre et à la radio. Au cinéma, il débute dans deux films australiens sortis respectivement en 1942 et 1943. À la faveur d'un séjour aux États-Unis en 1943-1944 — durant lequel il poursuit ses activités théâtrales et radiophoniques —, il tient un petit rôle non crédité dans un premier film américain, Le Port de l'angoisse d'Howard Hawks (avec Humphrey Bogart et Lauren Bacall), sorti en 1944.
De retour en Australie, il participe encore à deux films australiens sortis en 1946, dont Smithy de Ken G. Hall (en), où il tient le rôle-titre. Peu après, bénéficiant d'un contrat avec Columbia Pictures, il revient aux États-Unis, où ses trois films américains suivants sortent en 1947, dont deux de la série cinématographique consacrée à Bulldog Drummond (qu'il interprète).
Il contribue en tout à cinquante-et-un films, l'avant-dernier sorti en 1971, le dernier en 1983. Parmi eux figurent aussi des films britanniques (ex. : Le Scandale Costello de David Miller en 1957, avec Joan Crawford et Rossano Brazzi) et allemands (ex. : Whity de Rainer Werner Fassbinder, son antépénultième film en 1971, avec Günther Kaufmann et Hanna Schygulla), ainsi que quelques coproductions (ex. : L'Or des Césars, film franco-italien d'André De Toth et Sabatino Ciuffini en 1963, avec Jeffrey Hunter et Mylène Demongeot).
Notons ici qu'en 1957, il épouse en troisièmes noces l'actrice et danseuse allemande Laya Raki (en) (née en 1927), sa veuve depuis son décès en 2005. Ils tournent deux films ensemble, dont le western américano-argentino-espagnol La Pampa sauvage d'Hugo Fregonese (dernier film de l'actrice, avec également Robert Taylor et Marc Lawrence), sorti en 1966.
Parmi les autres films notables de l'acteur, citons Les Amours de Carmen de Charles Vidor (1948, avec Rita Hayworth et Glenn Ford), Embrasse-moi, chérie de George Sidney (1953, avec Kathryn Grayson et Howard Keel, lui-même personnifiant Cole Porter), ainsi que Le Roi des rois de Nicholas Ray (1961, avec Jeffrey Hunter et Robert Ryan).
Aux États-Unis, Ron Randell continue à se produire au théâtre, notamment à Broadway (New York) où il joue dans onze pièces à partir de 1949. La deuxième en 1952 est Candida (en) de George Bernard Shaw, mise en scène par Herman Shumlin, aux côtés d'Olivia de Havilland dans le rôle-titre. La dernière en 1995 est L'École de la médisance de Richard Brinsley Sheridan, mise en scène par Gerald Freedman. Dans l'intervalle, mentionnons Bent de Martin Sherman, représentée 241 fois de décembre 1979 à juin 1980, avec Richard Gere (Max) et David Dukes (Horst).
En Australie, il revient à plusieurs reprises sur les planches, entre autres dans sa ville natale. Citons The Caine Mutiny Court-Martial d'Herman Wouk, pièce représentée en 1955, avec Jeffrey Lynn et Lee Tracy.
Pour la télévision, il collabore à quarante-quatre séries américaines ou britanniques entre 1949 et 1977, dont Aventures dans les îles (un épisode, 1960), Les Mystères de l'Ouest (un épisode, 1965), ou encore Poigne de fer et séduction (un épisode, 1972).

## Filmographie partielle

### Au cinéma
- 1942 : 100,000 Cobbers de Ken G. Hall : rôle non spécifié
- 1943 : South West Pacific, court métrage de Ken G. Hall : rôle non spécifié
- 1944 : Le Port de l'angoisse (To Have and Have Not) d'Howard Hawks : Un enseigne de la marine
- 1946 : Smithy de Ken G. Hall : Charles Kingsford Smith « Smithy »
- 1946 : A Son Is Born (en) d'Eric Porter : David Graham
- 1947 : Bulldog Drummond Strikes Back de Frank McDonald : Bulldog Drummond
- 1947 : L'Homme de mes rêves (It Had to Be You) de Don Hartman et Rudolph Maté : Oliver H. P. Harrington
- 1948 : Une femme sans amour (The Mating of Millie) de Henry Levin : Ralph Galloway
- 1948 : Les Amours de Carmen (The Loves of Carmen) de Charles Vidor : Andrès
- 1948 : Le Signe du Bélier (The Sign of the Ram) de John Sturges : Dr Simon Crowby
- 1949 : Make Believe Ballroom de Joseph Santley : Leslie Todd
- 1950 : Tyrant of the Sea de Lew Landers : Lieutenant Eric Hawkins
- 1950 : Counterspy Meets Scotland Yard de Seymour Friedman : L'agent Simon Langton
- 1951 : Corsaire de Chine (China Corsair) de Ray Nazarro : Paul Lowell
- 1951 : Les Maudits du château-fort (Lorna Doone) de Phil Karlson : Tom Faggus
- 1952 : Captive Women (en) de Stuart Gilmore : Riddon
- 1952 : le Proscrit (The Brigand) de Phil Karlson : Le capitaine Ruiz
- 1953 : Le Gentilhomme de la Louisiane (The Mississippi Gambler) de Rudolph Maté : George Elwood
- 1953 : Embrasse-moi, chérie (Kiss Me, Kate) de George Sidney : Cole Porter
- 1953 : The Girl on the Pier de Lance Comfort : Nick Lane
- 1954 : One Just Man de David MacDonald : rôle non spécifié
- 1955 : Une fille comme ça (I Am a Camera) d'Henry Cornelius : Clive
- 1955 : Desert Sands de Lesley Selander : Le soldat Peter Ambrose Havers
- 1956 : Au sud de Mombasa (Beyond Mombasa) de George Marshall : Eliot Hastings
- 1956 : Bermuda Affair d'A. Edward Sutherland : Chuck Walters
- 1956 : The She-Creature d'Edward L. Cahn : le lieutenant de police Ed James
- 1956 : The Hostage d'Harold Huth : Bill Trailer
- 1957 : Morning Call d'Arthur Crabtree : Nick Logan
- 1957 : Le Scandale Costello (The Story of Esther Costello) de David Miller : Frank Wenzel
- 1957 : La Fille aux bas noirs (The Girl in Black Stockings) d'Howard W. Koch : Edmund Parry
- 1961 : Le Roi des rois (King of Kings) de Nicholas Ray : Lucius
- 1961 : Abattez cet homme (Most Dangerous Man Alive) d'Allan Dwan : Eddie Candell
- 1962 : Le Jour le plus long (The Longest Day) de Ken Annakin et autres : Joe Williams
- 1963 : En suivant mon cœur (Follow the Boys) de Richard Thorpe : Lieutenant-commodore Ben Bradville
- 1963 : L'Or des Césars (Oro per i Cesari) d'André de Toth et Sabatino Ciuffini : Le centurion Rufus
- 1964 : Le Hibou chasse la nuit de Werner Klingler
- 1966 : La Pampa sauvage (Savage Pampas) d'Hugo Fregonese : Padrón
- 1971 : Whity de Rainer Werner Fassbinder : Benjamin Nicholson
- 1971 : The Seven Minutes de Russ Mayer : Merle Reid
- 1983 : Surexposé (Exposed) de James Toback : Curt

### À la télévision (séries)
- 1958 : Gunsmoke ou Police des plaines (Gunsmoke ou Marshal Dillon)
  - Saison 4, épisode 6 Thoroughbreds de Richard Whorf : Jack Portis
- 1960 : Aventures dans les îles (Adventures in Paradise)
  - Saison 1, épisode 21 Les Aventuriers (The Siege of Troy) de Gerald Mayer : Malleson
- 1962 : Échec et Mat (Chekcmate)
  - Saison 2, épisode 29 The Someday Man : Perry Fields
- 1964 : Perry Mason, première série
  - Saison 7, épisode 25 The Case of the Illicit Illusion : Hubert Ambrose
- 1964 : Au-delà du réel (The Outer Limits)
  - Saison 2, épisode 13 Le Double (The Duplicate Man) de Gerd Oswald : Henderson James
- 1965 : Suspicion (The Alfred Hitchcock Hour)
  - Saison 3, épisode 22 Thou Still Unravished Bride : Tommy Bonn
- 1965 : Bonanza
  - Saison 6, épisode 33 The Spotlight de Gerd Oswald
- 1965 : Rawhide
  - Saison 8, épisode 8 Bras de fer à Broken Bluff (Clash at Broken Bluff) de Charles F. Haas : Mel Thorner
- 1965 : Les Mystères de l'Ouest (The Wild Wild West)
  - Saison 1, épisode 15 La Nuit fatale (The Night of the Fatal Trap) de Richard Whorf : Le colonel Francesco Vasquez
- 1965-1968 : Ma sorcière bien-aimée (Bewitched)
  - Saison 1, épisode 24 Laquelle est laquelle ? (Which Witch Is Witch ?, 1965) de William D. Russell : Bob Frazer
  - Saison 4, épisode 18 Le Philtre d'amour (Once in a Vial, 1968) de Bruce Bilson : Rollo
- 1967 : L'Homme à la valise (Man in a Suitcase)
  - Saison unique, épisodes 8 et 9 Un million de dollars, 1re et 2e parties (Variation on a Million Bucks, Parts I & II) : Michaels
- 1968 : Mission impossible (Mission : Impossible)
  - Saison 3, épisodes 2 et 3 Combats, 1re et 2e parties (The Contender, Parts I & II) de Paul Stanley : Charles Buckman
- 1969 : La Nouvelle Équipe (The Mod Squad)
  - Saison 1, épisode 20 A Reign of Guns : Ben
- 1969 : Mannix
  - Saison 2, épisode 22 Les Derniers Sacrements (Last Rites for Miss Emma) : George Maple
- 1972 : Poigne de fer et séduction (The Protectors)
  - Saison 1, épisode 25 Un vieil ami (It Was All Over in Leipzig) de Don Chaffey : Jim Palmer
- 1973 : Sur la piste du crime (The F.B.I.)
  - Saison 9, épisode 5 The Exchange de Marc Daniels : rôle non spécifié

## Théâtre

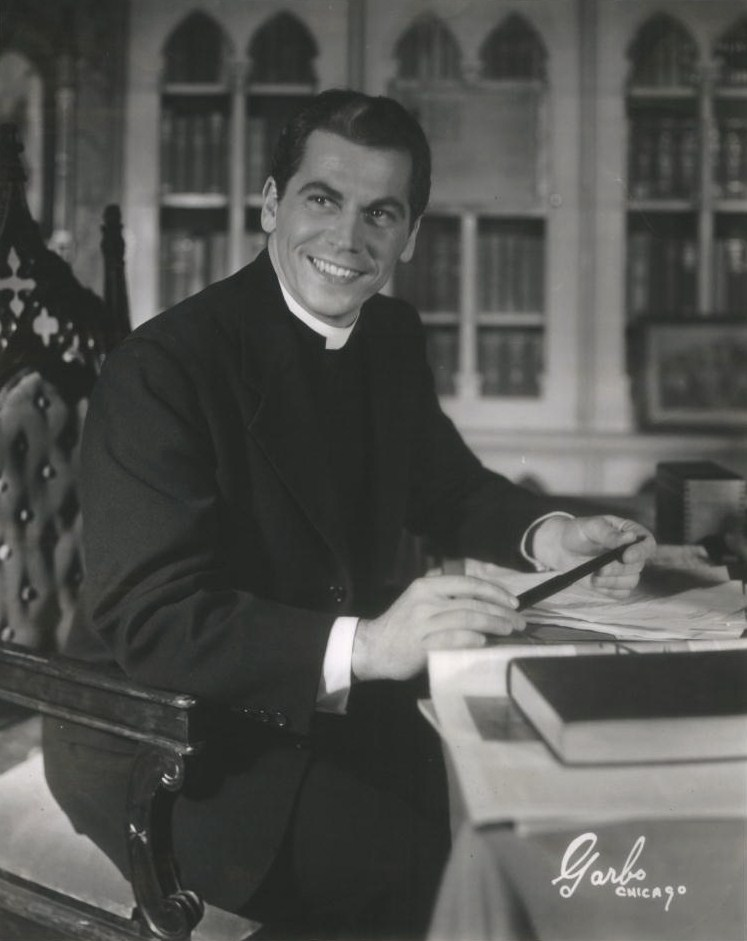
Dans Candida, à Broadway en 1952 (photo promotionnelle)

### En Australie (sélection)
(pièces jouées à Sydney, sauf mention contraire ou complémentaire)
- 1940 : Banana Ridge de Ben Travers
- 1946 : Virage dangereux (Dangerous Corner) de John Boynton Priestley
- 1947 : Youth at the Helm de Paul Vulpius
- 1955 : The Caine Mutiny Court-Martial d'Herman Wouk (à Sydney et Perth)
- 1967 : There's a Girl in My Soup de Terence Frisby (à Sydney, Melbourne et Canberra)
- 1971 : Come Live With Me de Lee Minoff et Stanley Price (+ metteur en scène)
- 1974 : Champagne Complex de Leslie Stevens

### À Broadway (intégrale)
- 1949 : The Browning Version (rôle de Frank Hunter) et Harlequinade (rôle de Jack Wakefield) de Terence Rattigan, mise en scène de Peter Glenville, production de Maurice Evans
- 1952 : Candida de George Bernard Shaw, mise en scène d'Herman Shumlin : Le révérend James Mavor Morell
- 1958-1960 : Le Monde de Suzie Wong (The World of Suzie Wong), adaptation par Paul Osborn du roman éponyme de Richard Mason, mise en scène de Joshua Logan, costumes de Dorothy Jeakins : Ben Jeffcoat
- 1972-1973 : Butley de Simon Gray : Ben Butley
- 1975 : Sherlock Holmes de William Gillette, d'après les écrits d'Arthur Conan Doyle : James Larrabee
- 1976 : La Profession de Madame Warren (Mrs. Warren's Profession) de George Bernard Shaw, mise en scène de Gerald Freedman, costumes de Theoni V. Aldredge : M. Praed
- 1976 : No Man's Land d'Harold Pinter, mise en scène de Peter Hall : Hirst / Spooner
- 1979-1980 : Bent de Martin Sherman : le capitaine
- 1981-1982 : Duet for One de Tom Kempinski, mise en scène de William Friedkin : Dr Alfred Feldman
- 1995 : L'École de la médisance (The School for Scandal) de Richard Brinsley Sheridan, mise en scène de Gerald Freedman, costumes de Theoni V. Aldredge : Rowley